# Clinoptilolita-K
La clinoptilolita-K és un mineral de la classe dels silicats, que pertany al grup de la clinoptilolita. Rep el seu nom del grec klinein (recostat), ptilon (ploma) i lithos (pedra), i per ser l'espècie amb potassi dominant.

## Característiques
La clinoptilolita-K és un silicat de fórmula química K₆(Si30Al₆)O72·20H₂O. Es tracta d'una espècie aprovada per l'Associació Mineralògica Internacional, i publicada per primera vegada el 1990. Cristal·litza en el sistema monoclínic. La seva duresa a l'escala de Mohs es troba entre 3,5 i 4.
Segons la classificació de Nickel-Strunz, la clinoptilolita-K pertany a «09.GE - Tectosilicats amb H₂O zeolítica; cadenes de tetraedres de T10O20» juntament amb els següents minerals: clinoptilolita-Ca, clinoptilolita-Na, heulandita-Ca, heulandita-K, heulandita-Na, heulandita-Sr, heulandita-Ba, estilbita-Ca, estilbita-Na, barrerita, stel·lerita, brewsterita-Ba i brewsterita-Sr.

## Formació i jaciments
Va ser descoberta al mont Hoodoo, al comtat de Park, (Wyoming, Estats Units). També ha estat descrita en altres indrets dels Estats Units, així com a Mèxic, Xile, Espanya, la República Txeca, Hongria, Bulgària, Rússia, la República Popular de la Xina i el Japó.